# مناورة العصب الحائر
مناورة العصب الحائر أو مناورة العصب المبهم (بالإنجليزية: Vagal maneuver)‏ هي طريقة تُستخدم لإبطاء معدل ضربات القلب عن طريق تحفيز العصب الحائر (المبهم).
تشمل الأمثلة:
- اختبار تشيرماك هيرينغ
- منعكس عيني قلبي
- مناورة فالسالفا
- منعكس الغطس